# ジョン・フィリップ
ジョン・フィリップ（John Phillip、1817年4月19日 - 1867年2月27日）はスコットランド生まれの画家。

## 略歴
スコットランド北東部のアバディーンの貧しい一家に生まれた。若い頃から美術の才能を示し、スコットランドの地主で政治家のパンミュア男爵が1836年にロンドンの肖像画家、トマス・マスグレイヴ・ジョイ(Thomas Musgrave Joy: 1812-1866)のもとで修行する資金を出してくれ 、パンミュア男爵は1837年からロイヤル・アカデミー・オブ・アーツの美術学校で学ぶ資金も与えてくれた。美術学校の仲間のリチャード・ダッドらと美術家集団「ザ・クリック」を結成した一人で、クリックのメンバーは風俗画家のウィリアム・ホガース(1694-1764)やデイヴィッド・ウィルキー(1785-1841)のような題材を描くのを好んだ。
1840年にアバディーンに帰り、肖像画やスコットランドの家庭の生活の情景を描くが1841年から再びロンドンで活動した。健康状態があまり良くなく、医師に勧められて1851年から1852年の冬をスペインのセビリアで過ごし、バルトロメ・エステバン・ムリーリョやディエゴ・ベラスケスといった17世紀スペイン画家の作品を研究し、スペインの人々を描くようになったことで、作品のスタイルも変化し、人気のある画家になった。王室からの依頼で王女ヴィクトリアとプロイセン王フリードリヒ3世の結婚式の情景も描いた。
1857年にロイヤル・アカデミー・オブ・アーツの準会員に選ばれ、1859年に正会員に選ばれた。
1860年にも再びスペインに滞在した。1866年にイタリアなどを訪れ帰国した後、ロンドンで没した。

## 作品

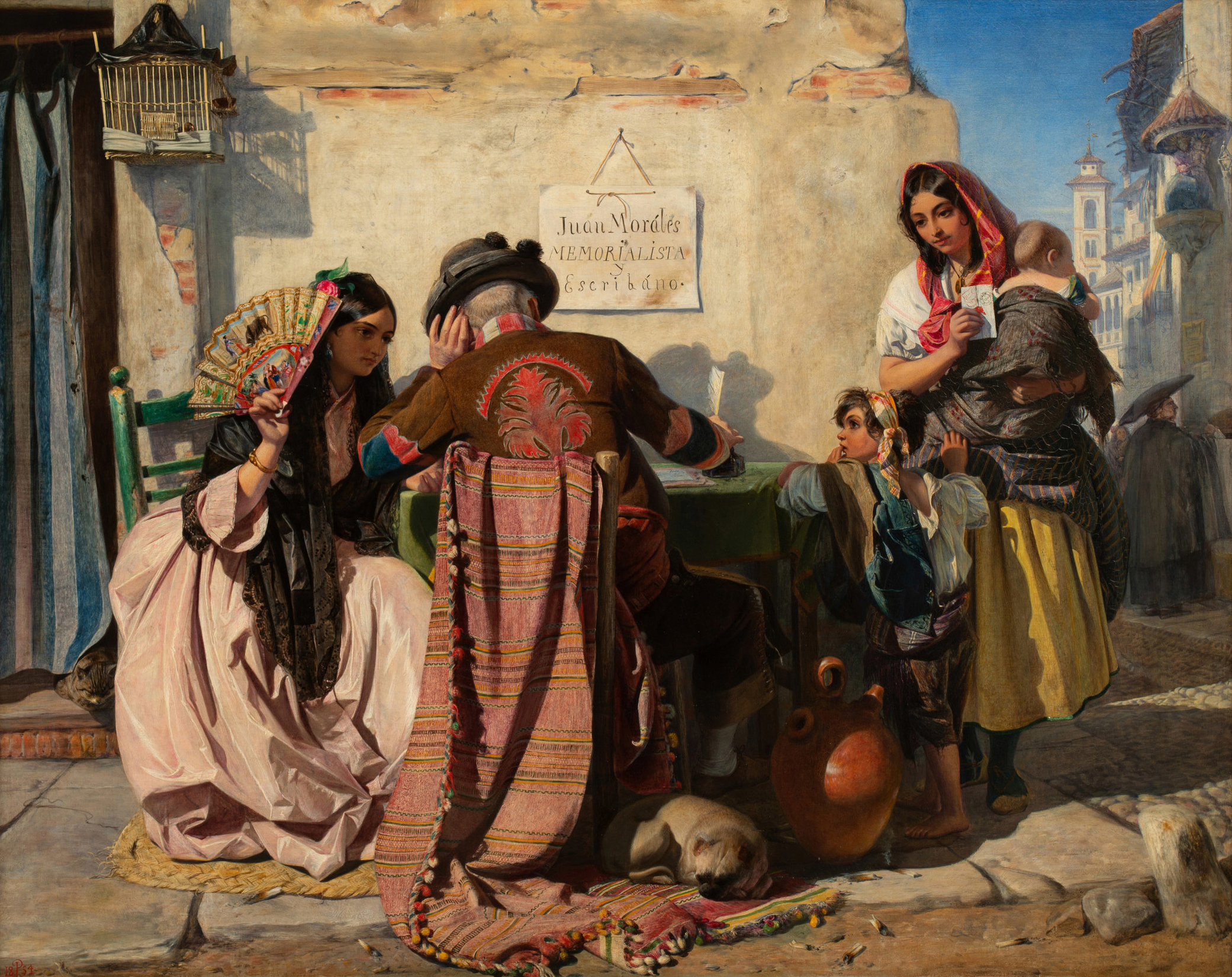
セビリアの代書人 (1854) ロイヤル・コレクション蔵
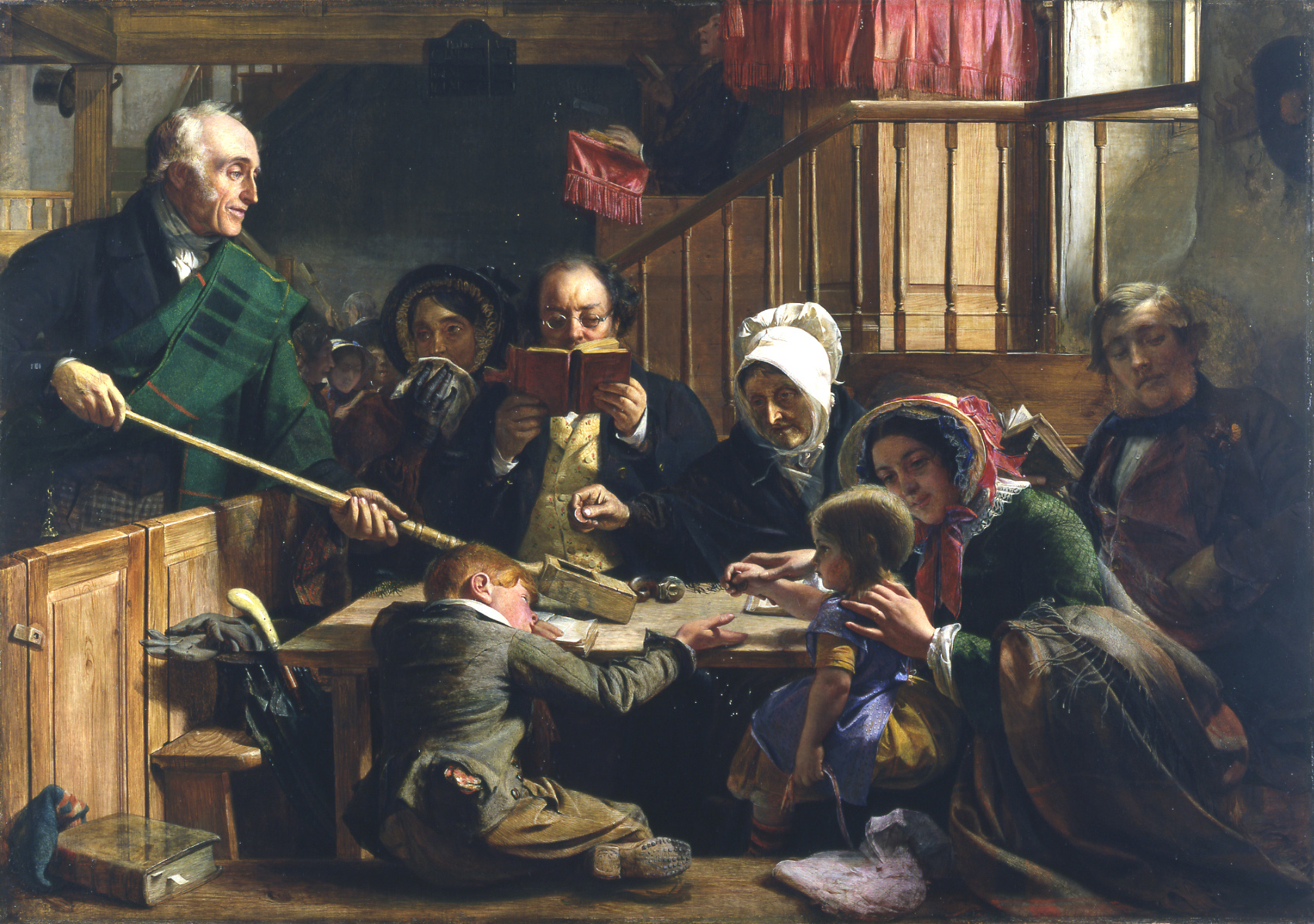
スコットランドの教会で献金を集める情景 (1855) ヨーク美術館蔵
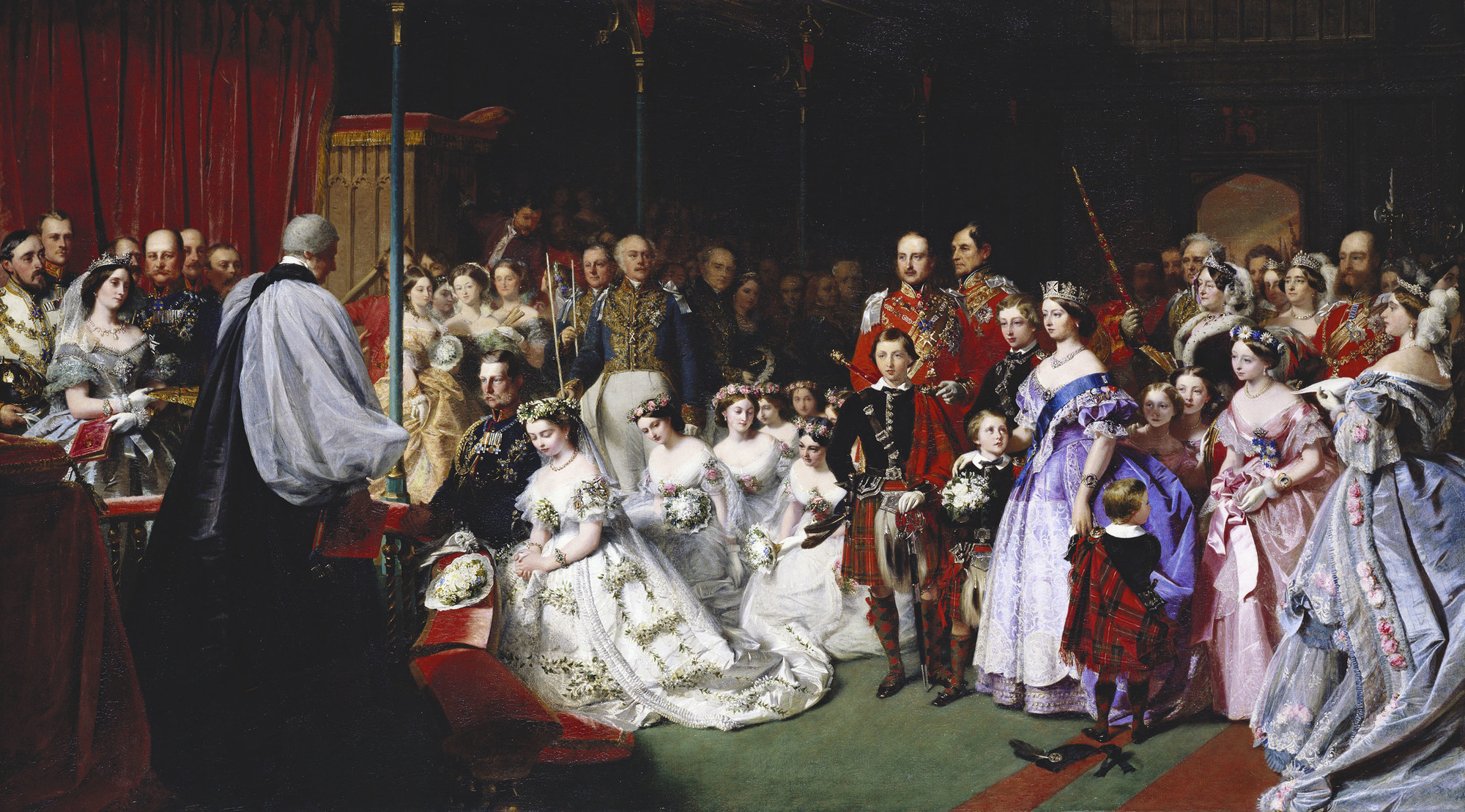
イギリス王女ヴィクトリアとプロイセン王フリードリヒ3世の結婚式 (1860) ロイヤル・コレクション蔵

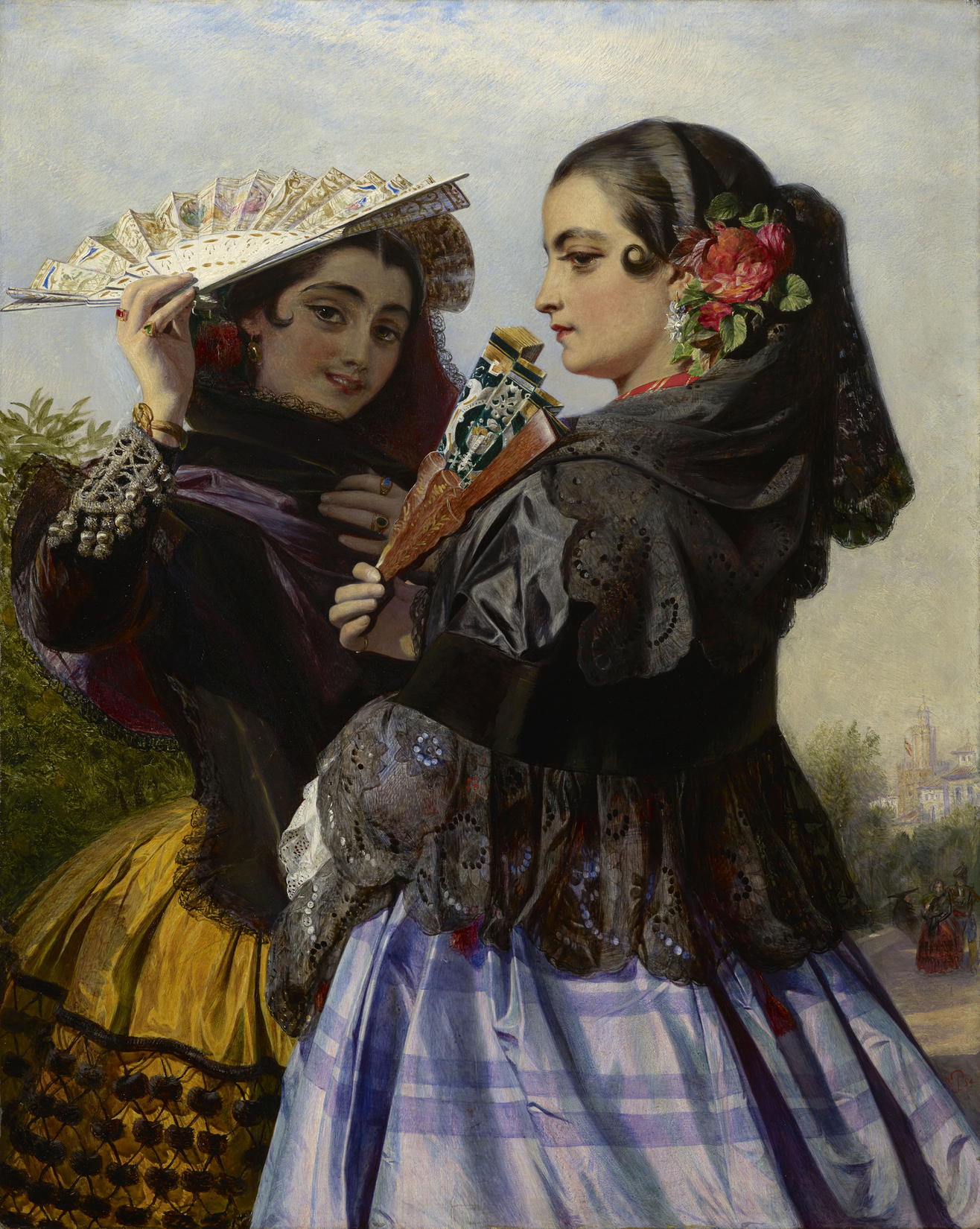
"El Paseo"  (1854) ロイヤル・コレクション蔵
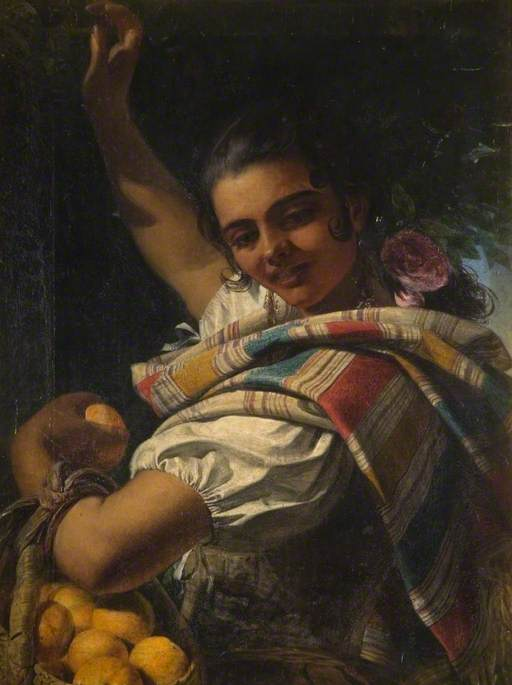
オレンジ売り (1854) Birmingham Museums Trust蔵
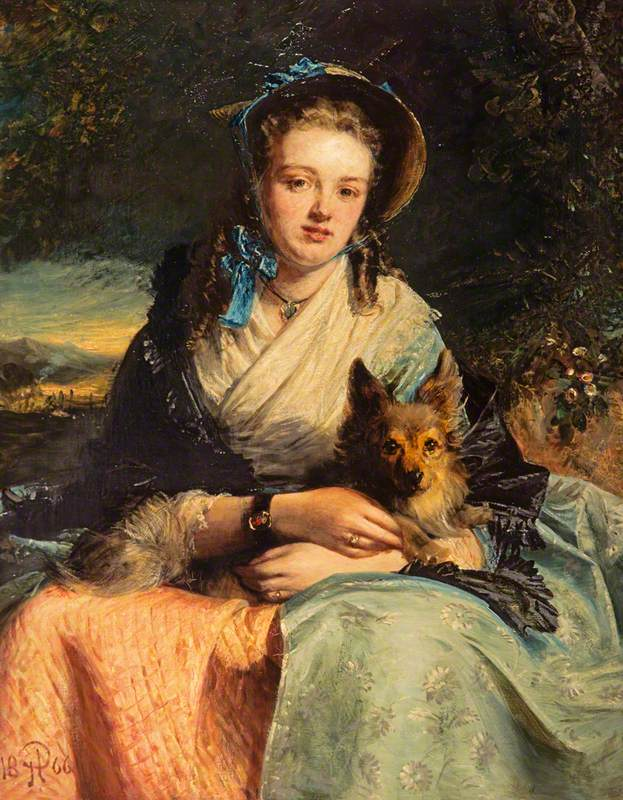
肖像画 (1866) スコットランド・ナショナル・ギャラリー蔵
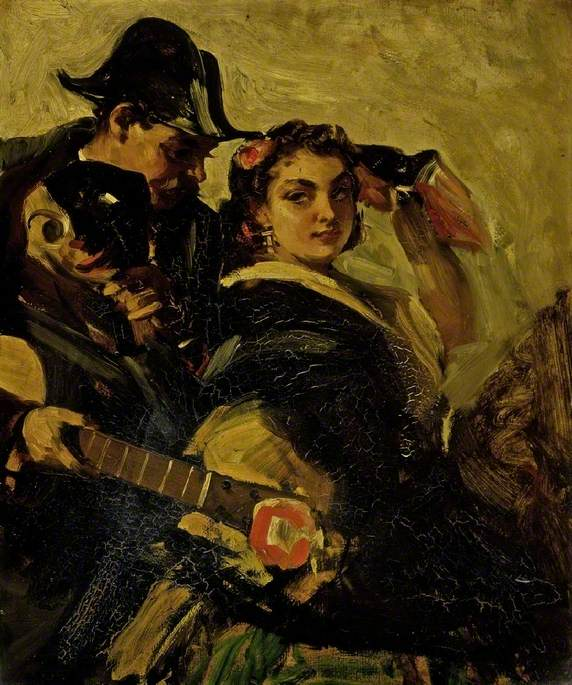
スペインの祭り フィッツウィリアム美術館蔵